# Palanca de control lateral

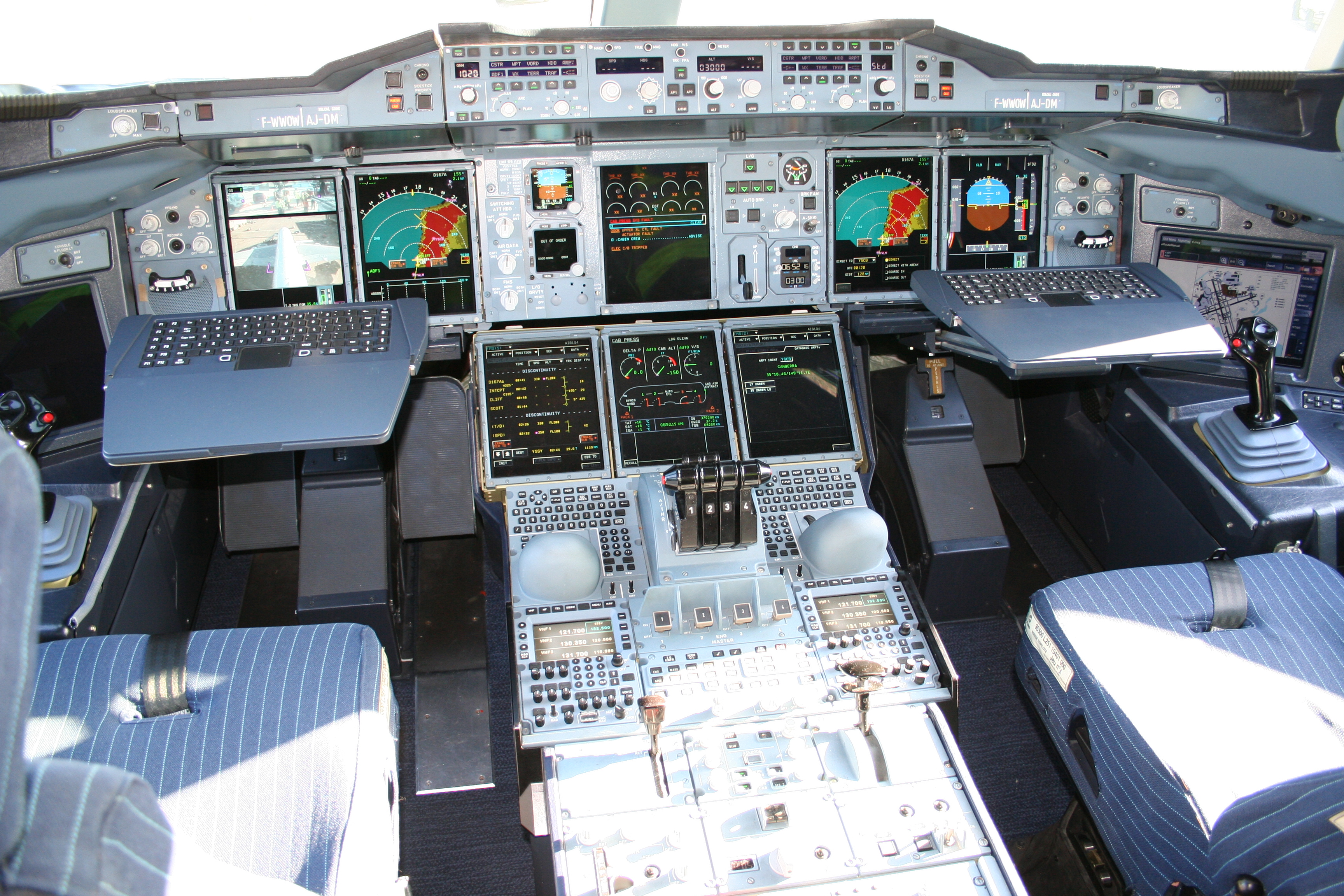
Coberta de vol de l'Airbus 380 amb palanques de control laterals

La palanca de control lateral és una configuració de coberta de vol en la qual la columna de control, o palanca de control, està ubicada a un costat del pilot, normalment a la dreta (o als costats exteriors en una cabina de dos pilots). Es fa servir habitualment en avions amb control per senyals elèctrics.
Els comandaments de gas normalment estan ubicats al costat esquerre del pilot (o la zona central, en una cabina de dos pilots).
La palanca de control lateral és utilitzada en molts avions militars de reacció moderns, com ara l'F-16 Fighting Falcon, l'F-35 Lightning II, l'F-22 Raptor i el Su-37 Flanker-F, i també en avions civils com els models A320 i posteriors d'Airbus, incloent-hi l'avió de passatgers més gran en servei, l'Airbus A380.
Aquesta configuració contrasta amb el disseny més convencional, que té un volant de control situat al centre de la cabina, entre les cames del pilot.